# Chiloglanis bifurcus
Chiloglanis bifurcus је зракоперка из реда Siluriformes и фамилије Mochokidae.

## Угроженост
Ова врста се сматра угроженом.

## Распрострањење
Врста је присутна у следећим државама: Јужноафричка Република и Свазиленд.

## Станиште
Станишта врсте су шуме, речни екосистеми и слатководна подручја од 900 до 1200 метара надморске висине.